# Rue Émélie
Rue Émélie är en gata i Quartier de la Villette i Paris nittonde arrondissement. Gatan är uppkallad efter hustrun till en viss M. Dupuy, på vars mark gatan anlades. Rue Émélie börjar vid Rue de Crimée 164 och slutar vid Rue de Joinville 1.

## Omgivningar
- Saint-Jacques-Saint-Christophe
- Impasse de Joinville
- Rue de l'Ourcq
- Rue Gresset

## Bilder
| - Rue Emélie. - Gatuskylt. - Saint-Jacques-Saint-Christophe. |

## Kommunikationer
- Tunnelbana – linje  – Crimée
- Busshållplats Crimée – Paris bussnät

### Webbkällor
- ”Rue Émélie”. Mairie de Paris. https://web.archive.org/web/20160303201014/http://www.v2asp.paris.fr/commun/v2asp/v2/nomenclature_voies/Voieactu/3232.nom.htm. Läst 23 januari 2024.
- ”Rue Émélie (19ème arrondissement)”. Les rues de Paris. https://web.archive.org/web/20160409123655/http://www.parisrues.com/rues19/paris-19-rue-emelie.html. Läst 23 januari 2024.